# Ц
Ц je cirilska črka nejasnega izvora. Verjetno je povezana s hebrejsko črko צ‎ (»cade«) oziroma z glagolsko črko  (»ci«). Izgovarja se tako kot slovenski c in se v tako tudi prečrkuje v slovensko latinico. V nekaterih jezikih uporabljajo tudi drugačno prečrkovanje, npr.: ts ali tz.
Tradicionalno ime te črke je ci (ци, цы), v novejšem času pa se bolj uporablja ime ce.
| tiskano | pisano |
| ------- | ------ |
| Ц ц     | Ц ц    |